# UEFA EURO 2020決勝
UEFA EURO 2020決勝は、2021年7月11日（中央ヨーロッパ夏時間）にイギリス・ウェンブリーのウェンブリー・スタジアムで開催された、UEFA EURO 2020の決勝戦である。

## 試合前
ここまで33試合連続無敗・8連勝中であり、1968年以来2度目の優勝を狙うイタリアと、EUROで初めて決勝進出を果たし、決勝は自国開催となっているイングランドのマッチアップになった。両者は過去27回対戦したことがあり、通算成績はイタリアの10勝9分け8敗である。

## 決勝までの道のり
イタリアはグループAで3戦全て完封勝利で決勝トーナメント進出を決めた。ラウンド16でオーストリアに苦戦するが延長戦の末に勝利すると、ベルギー、スペインと強豪国を撃破し4度目の決勝進出を決めた。
イングランドはパフォーマンスに苦言を呈されることもあったが、グループDを3戦無失点で首位通過した。ラウンド16でドイツを相手に快勝を収めると、ウクライナ、デンマークを破って史上初の決勝に進出した。
| チーム     | 試 | 勝 | 分 | 敗 | 得 | 失 | 差 | 点 |
| ---------- | -- | -- | -- | -- | -- | -- | -- | -- |
| イタリア   | 3  | 3  | 0  | 0  | 7  | 0  | +7 | 9  |
| ウェールズ | 3  | 1  | 1  | 1  | 3  | 2  | +1 | 4  |
| スイス     | 3  | 1  | 1  | 1  | 4  | 5  | -1 | 4  |
| トルコ     | 3  | 0  | 0  | 3  | 1  | 8  | −7 | 0  |

| チーム         | 試 | 勝 | 分 | 敗 | 得 | 失 | 差 | 点 |
| -------------- | -- | -- | -- | -- | -- | -- | -- | -- |
| イングランド   | 3  | 2  | 1  | 0  | 2  | 0  | +2 | 7  |
| クロアチア     | 3  | 1  | 1  | 1  | 4  | 3  | +1 | 4  |
| チェコ         | 3  | 1  | 1  | 1  | 3  | 2  | +1 | 4  |
| スコットランド | 3  | 0  | 1  | 2  | 1  | 5  | -4 | 1  |

## 試合

### 詳細
| 2021年7月11日 20:00 BST（UTC+1） #51 |

| イタリア                                                     | 1 - 1 (延長) | イングランド                                     |
| ボヌッチ 67分                                                | レポート     | ショー 2分                                       |
|                                                              | PK戦         |                                                  |
| ベラルディ ベロッティ ボヌッチ ベルナルデスキ ジョルジーニョ | 3 – 2        | ケイン マグワイア ラッシュフォード サンチョ サカ |

| ウェンブリー・スタジアム（ロンドン） 観客数: 67,713人 主審: ビョルン・カイペルス |

| イタリア | イングランド |

| GK                   | 21 | ジャンルイジ・ドンナルンマ     |        |       |
| RB                   | 2  | ジョヴァンニ・ディ・ロレンツォ |        |       |
| CB                   | 19 | レオナルド・ボヌッチ           | 55分   |       |
| CB                   | 3  | ジョルジョ・キエッリーニ       | 90+6分 |       |
| LB                   | 13 | エメルソン・パルミエリ         |        | 118分 |
| DM                   | 8  | ジョルジーニョ                 | 98分   |       |
| CM                   | 18 | ニコロ・バレッラ               | 47分   | 55分  |
| CM                   | 6  | マルコ・ヴェッラッティ         |        | 96分  |
| RW                   | 14 | フェデリコ・キエーザ           |        | 86分  |
| CF                   | 17 | チーロ・インモービレ           |        | 55分  |
| LW                   | 10 | ロレンツォ・インシーニェ       | 84分   | 91分  |
| 控え                 |    |                                |        |       |
| FW                   | 11 | ドメニコ・ベラルディ           | 55分   |       |
| MF                   | 16 | ブライアン・クリスタンテ       | 55分   |       |
| FW                   | 20 | フェデリコ・ベルナルデスキ     | 86分   |       |
| FW                   | 9  | アンドレア・ベロッティ         | 91分   |       |
| MF                   | 5  | マヌエル・ロカテッリ           | 96分   |       |
| DF                   | 24 | アレッサンドロ・フロレンツィ   | 118分  |       |
| 監督:                |    |                                |        |       |
| ロベルト・マンチーニ |    |                                |        |       |

| GK                   | 1  | ジョーダン・ピックフォード |       |       |       |
| CB                   | 2  | カイル・ウォーカー         |       | 120分 |       |
| CB                   | 5  | ジョン・ストーンズ         |       |       |       |
| CB                   | 6  | ハリー・マグワイア         | 106分 |       |       |
| RWB                  | 12 | キーラン・トリッピアー     |       |       |       |
| LWB                  | 3  | ルーク・ショー             |       |       |       |
| CM                   | 14 | カルバン・フィリップス     |       |       |       |
| CM                   | 4  | デクラン・ライス           |       | 74分  |       |
| SS                   | 10 | ラヒーム・スターリング     |       | 58分  |       |
| SS                   | 19 | メイソン・マウント         |       | 99分  |       |
| CF                   | 9  | ハリー・ケイン             |       |       |       |
| 控え                 |    |                            |       |       |       |
| FW                   | 20 | ブカヨ・サカ               |       | 70分  |       |
| MF                   | 8  | ジョーダン・ヘンダーソン   |       | 74分  | 120分 |
| MF                   | 7  | ジャック・グリーリッシュ   |       | 99分  |       |
| FW                   | 17 | ジェイドン・サンチョ       |       | 120分 |       |
| FW                   | 11 | マーカス・ラッシュフォード |       | 120分 |       |
| 監督:                |    |                            |       |       |       |
| ガレス・サウスゲート |    |                            |       |       |       |

| MVP: レオナルド・ボヌッチ 副審: サンデル・ファン・ローケル アーウィン・ゼインストラ 第4審判: カルロス・デル・セロ・グランデ ビデオ・アシスタント・レフェリー(VAR) バスティアン・ダンケルト VARアシスタント ポル・ファン・ボーケル クリスチャン・ギッテルマン マルコ・フリッツ | Match rules - 試合時間は90分(45分ハーフ) - 90分終了時に同点の場合は30分(15分ハーフ)の延長戦を行い、それでも決着がつかない場合はPK戦を行う - 交代は5人まで、延長戦に突入時は6人目の交代が認められる。 |

### 試合展開

#### 前半
イタリアは4-3-3のフォーメーションを採用。準決勝のスペイン戦と同じ11人が先発した。イングランドは準決勝デンマーク戦から1人変更。ブカヨ・サカにかえてキーラン・トリッピアーを起用し、4-2-3-1ではなくラウンド16・ドイツ戦で採用した3-4-3でスタートした。
開始2分、ハリー・ケインが右サイドに大きく展開し、これを受けたトリッピアーがフリーでクロスを上げると、逆サイドに走り込んでいたルーク・ショーが左足で合わせてイングランドが先制した。開始1分57秒での得点はEURO決勝では史上最速得点となった。イングランドは、その後も5-4-1の守備ブロックが機能し、相手に攻め込ませず安定した試合運びを続けた。早々ビハインドとなったイタリアは、ボールは保持するもののトリッピアーとカイル・ウォーカーが並ぶ相手守備陣に強みである左サイドを抑え込まれて攻撃が停滞。フェデリコ・キエーザの単独での仕掛けとロレンツォ・インシーニェの直接FK以外には有効な攻撃をできないまま前半が終了。0-1でイングランドがリードして折り返した。

#### 後半
55分、イタリアはニコロ・バレッラに代えブライアン・クリスタンテ、チーロ・インモービレを下げドメニコ・ベラルディを投入し、インシーニェの0トップに変更。この交代により中央でボールを回すことができるようになり、イングランドを押し込み始める。60分、キエーザがエリア内に持ち込みシュートを放ち、GKジョーダン・ピックフォードに初めてセーブを強いた。67分、イタリアは右CKを得ると、ニアでクリスタンテがフリックしたボールをマルコ・ヴェッラッティがヘディングシュートし、これはピックフォードが右手で防いだがこぼれ球をレオナルド・ボヌッチが押し込んで同点に追いついた。34歳71日での得点はEURO決勝では史上最年長得点記録となった。その後イングランドはトリッピアーに代えサカを投入して4-3-3に変更、74分にはジョーダン・ヘンダーソンを投入して改善を図るも、イタリアが一方的に攻める展開が続いた。イタリアは86分にキエーザが足首を負傷しフェデリコ・ベルナルデスキと交代。また、その直後にピッチに乱入者が現れるなどして試合が止まる場面もあった。終了間際はイングランドがゴールに近づくも得点には至らず、1-1で延長戦に突入した。

#### 延長戦
イタリアはアンドレア・ベロッティ、イングランドはジャック・グリーリッシュと攻撃の選手を投入。96分、イングランドは左サイドをラヒーム・スターリングが突破しエリア内に侵入し、中央のヘンダーソンへ折り返すも、ジョルジョ・キエッリーニにクリアされた。イタリアも103分、エメルソン・パルミエリのクロスをGKが飛び出して弾いたこぼれ球がベロッティの元にこぼれるが、シュートは打ち切れなかった。
後半開始早々の106分、イタリアは直接FKのチャンスを得たが、GK正面へのボールとなった。イングランドも108分、ウォーカーのロングスローからチャンスを作り、ケインがゴール前にクロスを入れたが、ハリー・マグワイアの手前でGKジャンルイジ・ドンナルンマが触って防いだ。その後は膠着したまま時間が経過し、1-1で延長戦も終了した。

#### PK戦
両者とも1人目は成功。2人目は、先攻のイタリア・ベロッティのシュートをGKピックフォードがセーブした。イングランドは3人目のラッシュフォードが左ポストに当てて失敗し、4人目のサンチョのシュートをGKドンナルンマがセーブした。5人目にイタリアはジョルジーニョが蹴ったが、GKピックフォードがセーブ。イングランドは5人目のサカが右を狙ったシュートを放つも、GKドンナルンマがセーブし、イタリアがPK戦を3-2で制し、53年ぶり2度目の欧州制覇を成し遂げた。

### 統計
|              | イタリア | イングランド |
| ------------ | -------- | ------------ |
| 得点         | 0        | 1            |
| シュート     | 6        | 1            |
| 枠内シュート | 1        | 1            |
| セーブ       | 0        | 1            |
| 支配率       | 61%      | 39%          |
| CK           | 1        | 2            |
| ファウル     | 6        | 5            |
| オフサイド   | 2        | 1            |
| 警告         | 0        | 0            |
| 退場         | 0        | 0            |

|              | イタリア | イングランド |
| ------------ | -------- | ------------ |
| 得点         | 1        | 0            |
| シュート     | 9        | 3            |
| 枠内シュート | 4        | 0            |
| セーブ       | 0        | 3            |
| 支配率       | 65%      | 35%          |
| CK           | 1        | 2            |
| ファウル     | 10       | 2            |
| オフサイド   | 0        | 0            |
| 警告         | 4        | 0            |
| 退場         | 0        | 0            |

|              | イタリア | イングランド |
| ------------ | -------- | ------------ |
| 得点         | 0        | 0            |
| シュート     | 5        | 2            |
| 枠内シュート | 1        | 0            |
| セーブ       | 0        | 1            |
| 支配率       | 57%      | 43%          |
| CK           | 1        | 1            |
| ファウル     | 5        | 6            |
| オフサイド   | 3        | 0            |
| 警告         | 1        | 1            |
| 退場         | 0        | 0            |

|              | イタリア | イングランド |
| ------------ | -------- | ------------ |
| 得点         | 1        | 1            |
| シュート     | 20       | 6            |
| 枠内シュート | 6        | 1            |
| セーブ       | 0        | 5            |
| 支配率       | 61%      | 39%          |
| CK           | 3        | 5            |
| ファウル     | 21       | 13           |
| オフサイド   | 5        | 1            |
| 警告         | 5        | 1            |
| 退場         | 0        | 0            |